# Ommatius depressus
Ommatius depressus är en tvåvingeart som beskrevs av Scarbrough 2002. Ommatius depressus ingår i släktet Ommatius och familjen rovflugor.
Artens utbredningsområde är Ecuador. Inga underarter finns listade i Catalogue of Life.